# Paulita
Paulita es un género monotípico de planta herbácea perteneciente a la familia Apiaceae. Su única especie es: Paulita alpina.

## Taxonomía
Paulita alpina fue descrita por Korovin ex Pimenov & Kljuykov y publicado en Vestn. Mosk. Univ. Nauch. Zhurn. 6, 1979(1): 18 (1979).
Sinonimia
- Hymenolaena alpina Schischk.[3]